# Spigelia flava
Spigelia flava är en tvåhjärtbladig växtart som beskrevs av D.C. Zappi och R.M. Harley. Spigelia flava ingår i släktet Spigelia och familjen Loganiaceae. Inga underarter finns listade i Catalogue of Life.